# Paula Marcela Urroz
Paula Marcela Urroz (Buenos Aires, 22 de mayo de 1955) es una política y socióloga argentina. En diciembre de 2015 asumió como Diputada Nacional del espacio Unión Pro por la Provincia de Buenos Aires, con mandato hasta 2019.

## Carrera política
Su primer acercamiento político fue con la Unión Cívica Radical (UCR) en el año 1982. La crisis de 2001 fue el disparador de su mayor involucramiento en la política partidaria, primero en el partido Recrear y desde 2010 en el partido Unión por la Libertad  (fundado por Patricia Bullrich), desempeñándose como Secretaria de Participación Ciudadana en la Junta de Gobierno de la Provincia de Buenos Aires, función que le permitió participar intensamente en el desarrollo territorial de esta provincia.
Su trayectoria laboral está marcada por una activa participación en diferentes instituciones y funciones vinculadas al voluntariado social en la Provincia de Buenos Aires. En noviembre de 2013 se licenció en sociología en la Universidad del Salvador, su tesis se tituló “Estrategias participativas durante el proceso de envejecimiento”.
Entre el 10 de diciembre de 2015 y el 10 de diciembre de 2019 fue Diputada de la Nación por la Provincia de Buenos Aires, integrando el Bloque Unión Pro dentro del interbloque Cambiemos y presentó más de cien proyectos desde diciembre de 2015 hasta julio de 2017.
En junio de 2017 cobró protagonismo luego de que trascendiera un proyecto de ley de su autoría en el cual disponía para las vacunas obligatorias u opcionales, la obligación de la firma de un consentimiento previa recepción de información sobre la vacuna, incluyendo los riesgos inherentes y por la organización de un "Debate sobre vacunas y sus efectos adversos" en el Congreso de la Nación, luego suspendido.

## Controversia sobre proyectos de ley presentados
En 2017 presentó un proyecto de ley que disponía para las vacunas obligatorias u opcionales, la obligación de la firma de un consentimiento previa recepción de información sobre la vacuna, incluyendo los riesgos inherentes. En el proyecto escribe:

Las personas que sean pasibles de vacunación obligatoria u opcional y quienes sean responsables por la vacuna que reciba un menor a su cargo deberán recibir previamente una información fehaciente acerca de los riesgos que la inoculación de la vacuna en cuestión implica, posibilitando la aceptación o no aceptación de ese acto médico, en cumplimiento del DERECHO al CONSENTIMIENTO INFORMADO establecido en el Capítulo III de la Ley 26.529.

El interbloque de diputados de Cambiemos dio un comunicado diciendo que el proyecto era “una iniciativa personal de la mencionada diputada, única firmante” y que no contaba “con el aval de este Interbloque ni refleja la opinión mayoritaria del mismo”.

### Regulación de la medicina homeopática
También en 2017 presentó un proyecto para obligar al sistema de salud argentino a cubrir la realización de prácticas de homeopatía. En el mismo afirma que:

La homeopatía ofrece una contribución valiosa a la medicina convencional, cuya validez está demostrada por la evolución clínica de los pacientes en tratamiento y trabajos de investigación que lo confirman.
Las indicaciones clínicas de la homeopatía vienen siendo establecidas y delimitadas a través de estudios conducidos por instituciones calificadas y respetadas en todo el mundo. Se trata de una teoría y práctica médica racional y coherente.
El diagnóstico homeopático y su terapéutica están establecidos sobre la base de un modelo clínico-antropológico, fundamentado en el principio de unicidad del ser humano.
En el diagnóstico terapéutico se consideran los aspectos clínicos, psicológicos y espirituales que dan sentido al vivir y padecer del paciente, para contraponer un remedio que sea capaz de producir una reacción curativa del mismo, de acuerdo a la ley de similitud (SIMILIA SIMILIBUS CURENTUR).
Paula Marcela Urroz